# Économie de l'Iran

Évolution historique du PIB réel par habitant en Iran

L'économie iranienne combine de fortes participations de l'État dans le pétrole et les grandes entreprises (industrie lourde, biens de consommation...), un système de planification quinquennale et une agriculture villageoise et des petits commerces. L'État complète son contrôle de l'économie par les subventions accordées sur les biens de première nécessité, l'essence et les services publics. La part de l'économie informelle est assez importante.
L'Iran, avec un PIB de 990 milliards de dollars (PPA, 2011), se place au deuxième rang de la région (derrière la Turquie), et avec un PIB de 482 milliards de dollars (nominal, 2011), se place au troisième rang de la région (derrière la Turquie et l'Arabie saoudite). Les principaux revenus du pays sont tirés de la vente de pétrole et de gaz naturel. 
Le gouvernement iranien cherche à se diversifier en investissant dans d'autres secteurs, dont la production d'automobiles, les industries aérospatiales, l'électronique de pointe, la pétrochimie et la technologie nucléaire. L'Iran espère attirer des investissements étrangers en créant des conditions d'investissement plus favorables (réduction des restrictions et taxes à l'importation, création de zones franches comme à Chabahar et sur l'île de Kish, etc.). L'Iran moderne a une classe moyenne solide et une économie en croissance mais est toujours pénalisée par l'inflation et le chômage.

## Histoire
L'économie iranienne vers 900 était florissante. Richard Bulliet remarque en particulier que la production de coton était sans doute le secteur le plus actif de l'économie iranienne, permettant une pénétration de l'économie monétaire dans les campagnes, une très forte urbanisation et un fort rayonnement culturel.
Mais les vagues de froid durant la crise du XIe siècle eurent pour effet de faire reculer vers le sud la culture du coton et cette industrie semble avoir presque disparu des régions où elle avait dominé, au nord et à l'est. Les difficultés de ravitaillement eurent aussi raison des grandes cités. dont certaines passèrent soudainement du rang de grandes agglomérations presque à celui de simples hameaux (Bulliet mentionne en particulier le cas de Nishapur). Le coton ne redeviendra pas un élément important de l'économie iranienne avant le XIXe siècle. Les conséquences politiques de cette faiblesse sont importantes puisque l'Iran fût envahi trois fois en un siècle et demi par des tribus nomades, laissant le pays en ruine.
En 1953, le Premier ministre iranien Mohammad Mossadegh créa la National Iranian Oil Company et fit adopter la loi sur la nationalisation du pétrole. En représailles, le Royaume-Uni, qui exploitait jusqu'alors pour son compte le pétrole iranien, imposa un embargo dans le but d’isoler Mossadegh et de faire pression sur lui. Ce dernier est finalement renversé par un coup d’État organisé par la CIA et le MI6.
Le développement économique de l'Iran avant la Révolution était rapide. La société était traditionnellement agricole, mais dans les années 1970, l'Iran avait accompli une industrialisation significative et une modernisation économique dans le cadre de la révolution blanche voulue par le Shah d'Iran. Le régime du Shah suivit une politique protectionniste en tentant de substituer aux importations des industries locales. Cette période voit le développement de la sidérurgie à Ispahan et Ahvaz, de la chimie à Chiraz (raffineries de pétrole). L'Iran fabrique alors ses propres voitures, les « Flèches ». Néanmoins, beaucoup de ses activités sont subventionnées par l'État.
Cependant, le rythme de croissance connaît un énorme ralentissement en 1978, juste avant la révolution islamique. Depuis la Révolution, la croissance a été plutôt faible. Les difficultés actuelles de l'Iran peuvent être liées à la combinaison de plusieurs facteurs. L'activité économique, sévèrement perturbée par la Révolution, a été encore plus touchée par la guerre avec l'Irak puis par le déclin des prix du pétrole qui s'est entamé fin 1985. Après la fin de la guerre avec l'Irak, la situation a commencé à s'améliorer. Le PIB de l'Iran a augmenté pendant 2 années consécutives, en partie grâce aux prix du pétrole en 1990 et à une substantielle augmentation des importations.
Une baisse des revenus liés au pétrole en 1991 et une croissance de la dette externe ont cependant entamé l'optimisme. En mars 1989, Khomeini a approuvé le plan quinquennal de développement économique de Rafsandjani, qui autorisait l'Iran à chercher des prêts étrangers. Mais la mauvaise gestion et l'inefficacité de la bureaucratie, autant que les conflits internes politiques et idéologiques, ont entamé la formulation et l'exécution de politiques économiques cohérentes.
L'ex-président Khatami a suivi les plans de réformes de son prédécesseur, Hachemi Rafsandjani et a indiqué qu'il poursuivrait la diversification de l'économie iranienne dépendante du pétrole bien qu'il n'ait pas atteint ce but. Les forts prix du pétrole en 1996 ont aidé à diminuer la pression financière sur l'Iran et ont permis à Téhéran de repousser le remboursement de sa dette. La situation financière de l'Iran s'est détériorée en 1997 et encore plus encore en 1998 avec la baisse des prix du pétrole. 
La nouvelle hausse de 1999 a permis aux finances iraniennes de respirer un peu mais n'a pas résolu les problèmes économiques de l'Iran. L'ancien président Mahmoud Ahmadinejad a promis des réformes économiques, dont un vaste volet social, et l'élimination du marché boursier iranien.
En septembre 2019, le gouvernement américain instaure de nouvelles sanctions visant notamment « la dernière source de revenus de la Banque centrale d'Iran », déjà sur la liste noire américaine, mais aussi le Fonds national de développement, « c’est-à-dire leur fonds souverain qui sera ainsi coupé » du système bancaire américain, selon le secrétaire au Trésor Steven Mnuchin. D'après Donald Trump, il s'agit des « sanctions les plus sévères jamais imposées à un pays ».

## Secteurs de l'économie

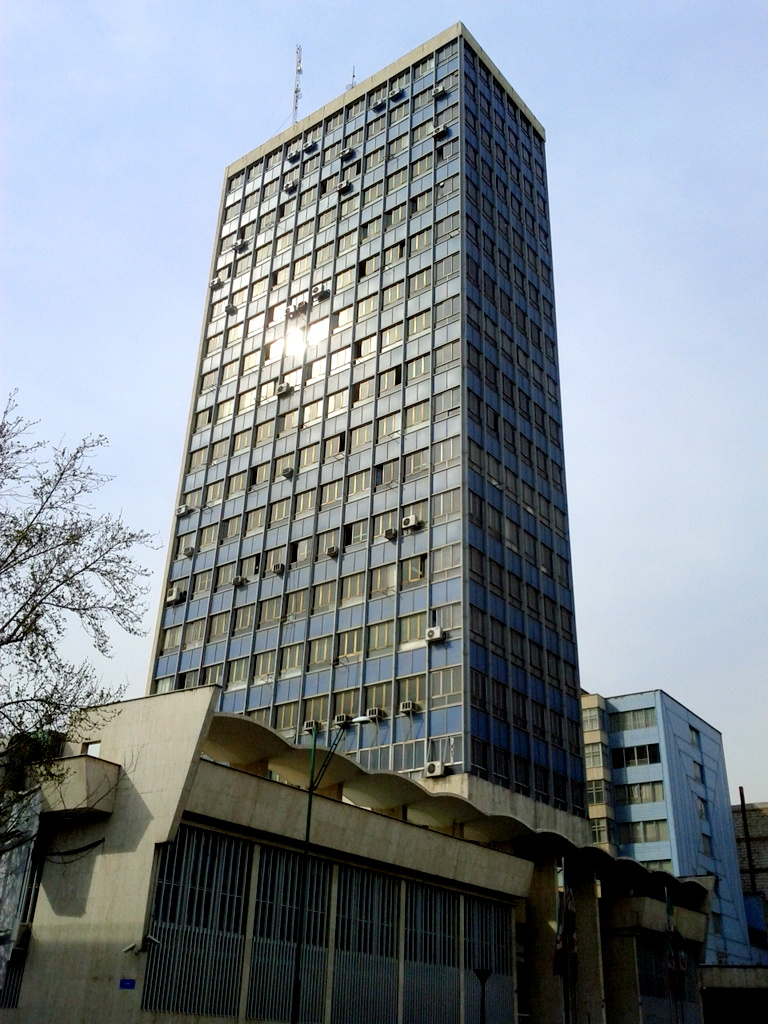
Bourse de Téhéran

D'après la constitution de l'Iran, le système économique de la république islamique est fondé sur 3 secteurs : 
- le secteur public, qui regroupe toutes les grandes industries de base, le commerce extérieur, les mines, la banque, les assurances, l'énergie, les barrages et les réseaux d'aqueducs, la radio et la télévision, les poste, télégraphe et téléphone, l'aviation, les lignes maritimes, les routes et les chemins de fer.
- le secteur coopératif, qui regroupe les sociétés et établissements coopératifs de production et de distribution créés conformément aux principes islamiques.
- le secteur privé, qui regroupe les activités de l'agriculture, de l'élevage, de l'industrie, du commerce et des services complémentaires aux deux autres secteurs.

Le secteur coopératif est constitué de fondations religieuses, ou bonyads. Mis en place juste après la révolution iranienne, parfois sur la base de fondations royales existant auparavant, les Bonyads ont été utilisés pour redistribuer les revenus du pétrole aux pauvres et aux familles des martyrs. Aujourd'hui, les Bonyads sont des consortiums de compagnies qui sont exemptées de taxes et qui rendent compte directement au guide suprême.
L'Iran, avec un PIB de 551,6 milliards de dollars (PPA, 2005), se place second de la région. Toutefois, le PIB par habitant n’a toujours pas retrouvé son niveau des années 1970. Le chômage, l’inflation et la spéculation immobilière pèsent sur le niveau de vie des ménages. La population active a fortement augmenté depuis le début du XXIe siècle (arrivée de classes d’âge nombreuses sur le marché du travail, féminisation).
Le gouvernement iranien cherche à se diversifier en investissant dans d'autres secteurs, dont la production d'automobiles, les industries aérospatiales, l'électronique de pointe, la pétrochimie et la technologie nucléaire. L'Iran espère aussi attirer des milliards de dollars d'investissement étranger en créant des conditions d'investissement plus favorables, en réduisant par exemple les restrictions et taxes à l'importation et en créant des zones franches comme à Chabahar et sur l'île de Kish. L'Iran moderne a une classe moyenne solide et une économie en croissance mais est toujours pénalisée par l'inflation et le chômage.

### Secteur du pétrole
L'Iran est le deuxième producteur de pétrole de l'OPEP et détient 10 % des réserves mondiales confirmées de pétrole. Il a aussi les deuxièmes réserves mondiales de gaz naturel (après la Russie) avec une réserve de 29,61 milliards de mètres cubes (au premier janvier 2011). La production de pétrole iranienne culmine en 1974 à 6,1 millions de barils par jour.
Le marché du pétrole ayant été très haut en 1996, l'Iran a pu diminuer la pression budgétaire sur son économie et rééchelonner le paiement de ses dettes. La situation économique de l'Iran s'est dégradée en 1997 avec la baisse des prix du pétrole. La hausse des prix qui a eu lieu en 1999/2000 a permis à l'Iran un répit. Les déficits du budget iranien sont un problème chronique, en partie à cause des fortes subventions de l'État a totalisé 7,25 milliards de $USD par - en incluant les produits alimentaires et l'essence. 
L'Iran prévoyait initialement de mettre en place une nouvelle bourse internationale du pétrole dès le 20 mars 2006. Finalement, la bourse est ouverte le 17 février 2008. Sa particularité est que les échanges se font principalement en rial iranien et non en dollar comme dans les autres bourses mondiales.
En 2011, l'Iran exportait 2 millions de barils par jour. En septembre 2012, à la suite des sanctions économiques occidentales, le volume est passé à 800 000 barils par jour.
Résultat de la Révolution et des guerres des années 1990, l'Iran dépend davantage encore des exportations de ses hydrocarbures qui représentent dans les années 2010 les trois quarts des exportations totales. De plus, le pays n'ayant pas investi dans les infrastructures, il est contraint d'importer de l'essence pour sa consommation domestique du fait de la faiblesse de ses capacités de raffinage.

### Automobile et transports

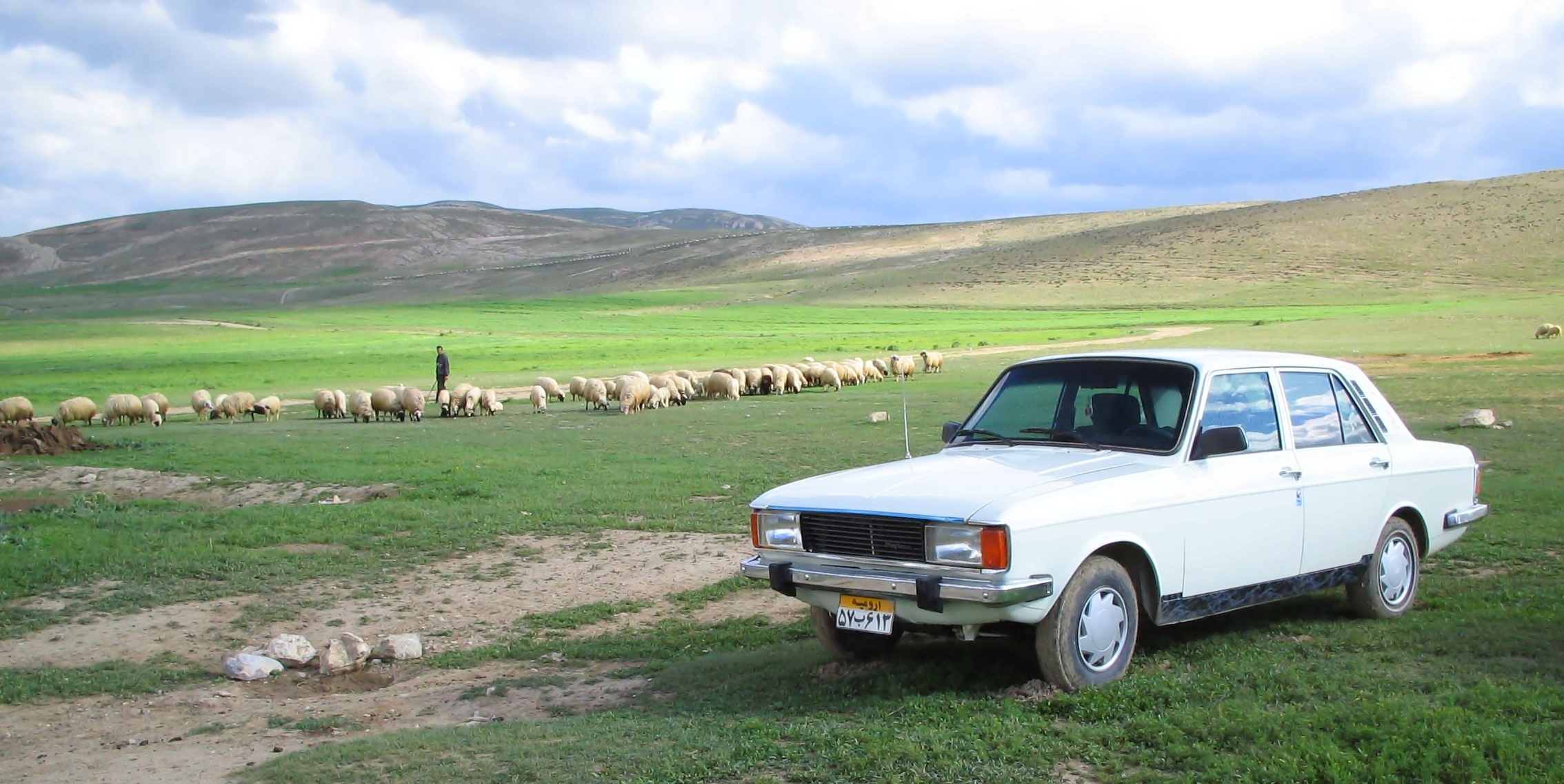
Une Peykan dans un pâturage au nord-ouest de l'Iran.

Le secteur automobile s'est développé en Iran dans les années 1960, avec la production de la Peykan à partir de 1967, voiture produite par la compagnie Iran Khodro sur le modèle de la Hillman Hunter britannique. À la même époque, de nombreux constructeurs étrangers se sont implantés dans le pays (Rover, American Motors, Daimler-Benz, Citroën, Volvo, Mitsubishi). Le secteur a connu une évolution en dents de scie avec la Révolution islamique, les nationalisations qui ont suivi et les difficultés économiques des années 1990. Le secteur automobile atteint aujourd'hui des niveaux de production record, grâce à une coopération industrielle renforcée des groupes locaux (Saipa, Iran Khodro, etc.) avec de grands groupes étrangers, notamment avec PSA, Mercedes-Benz, Renault, Kia, et Nissan.
L'Iran a assemblé 1 051 430 véhicules en 2008, volume constitué de voitures à 89,5 %, plaçant le pays au 16e rang mondial par sa production, après la Turquie, mais devant l'Italie. Le marché iranien est par ailleurs estimé à 1,3 million de véhicules. Cependant, la production automobile iranienne a fortement reculé en 2009, rétrogradant au 18e rang mondial, et passant à 752.310 véhicules : ceci marque une chute de 28,54 % par rapport à 2008, alors que la production mondiale a baissé de 13,5 %

### Agriculture et agro-alimentaire

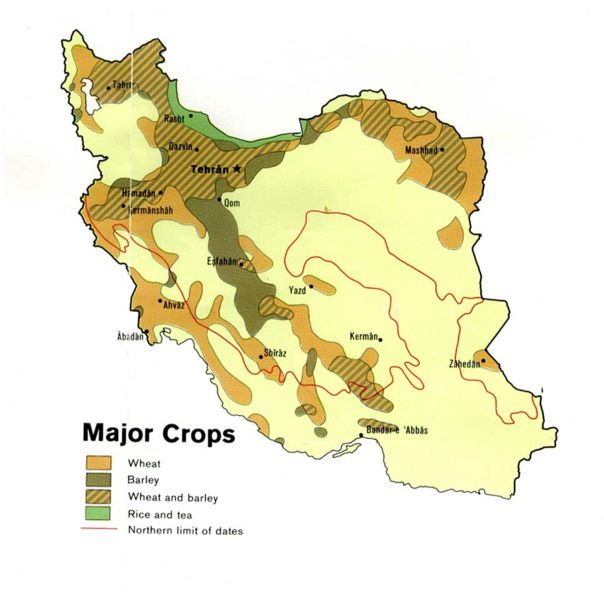
Les principales cultures de l'Iran en 1978

L'investissement d'État a permis de développer l'agriculture, bien que la libéralisation de la production, l'amélioration des emballages et du marketing ait permis la croissance des exportations. Grâce à la construction de nombreux barrages hydrauliques à travers le pays et des plans d'irrigation de grande échelle associé à une culture plus large des productions destinées à l'exportation comme les dattes, les fleurs et les pistaches ont permis à ce secteur de connaître la croissance la plus rapide par rapport à n'importe quel autre secteur de l'économie iranienne tout au long des années 1990, bien que les fortes sécheresses successives des années 1998, 1999, 2000, et 2001 ait ralenti cette croissance. L'agriculture reste un des secteurs employant le plus grand nombre de personnes, avec 22 % de la population active d'après le recensement de 1991. Les sécheresses de 2007 et 2008 ont provoqué un effondrement de la production agricole et ont obligé l'Iran à acheter 1,18 million de tonnes de blé aux États-Unis, livrables entre 2008 et 2009.

### Armement
Bien que la période de la monarchie ait vu l'émergence d'une Industrie de l'armement celle-ci était limitée alors à l'assemblage et la maintenance de systèmes d'armes existants.
Durant la guerre Iran-Irak, le pays accéléra le développement de son industrie militaire, essentiellement via des investissements ciblés et des projets divers ayant pour but immédiat de fournir l'armée en matériel dont elle manquait cruellement.
La chute de l'URSS, profita également à l'industrie militaire locale, laquelle fit l'acquisition de contrats de production sous licence, de technologies militaires (notamment balistiques) et de systèmes d'armes complets (chars T-72, missiles, etc.).
Globalement, l'industrie militaire iranienne aura suivi trois axes pour l'ensemble de ses branches et activités.
Tout d'abord, la production sous licence de matériel militaire ; dans un second temps, la copie de systèmes d'armes achetés à l'étranger ou déjà présents dans les stocks iraniens ; enfin, le développement local de technologies à vocation militaire.
Le pays se déclare aujourd'hui indépendant en termes de recherche et développement, de prototypage et de production pour l'ensemble de ses secteurs (armée de terre, marine, armée de l'air), mais également pour l'export, dans la mesure où aujourd'hui, l'Iran a déclaré exporter plusieurs systèmes d'armes (48 pays à ce jour), notamment des pays de l'OTAN. Néanmoins, cette production est considérée comme étant de qualité médiocre.
Ce secteur emploie à ce jour environ 60 000 personnes et plus de 200 compagnies privées y sont également liées.

### Secteur de l'énergie

L'Iran détient 10 % des Réserves pétrolières prouvées mondiales et 15 % des réserves de gaz. C'est le second exportateur de l'OPEP et le quatrième exportateur mondiale de pétrole.

Le secteur de l'énergie en Iran est extrêmement important dans l'économie nationale. L'Iran est un important pays exportateur de pétrole, et a été le premier pays du Moyen-Orient à exploiter cette ressource, depuis 1913. 

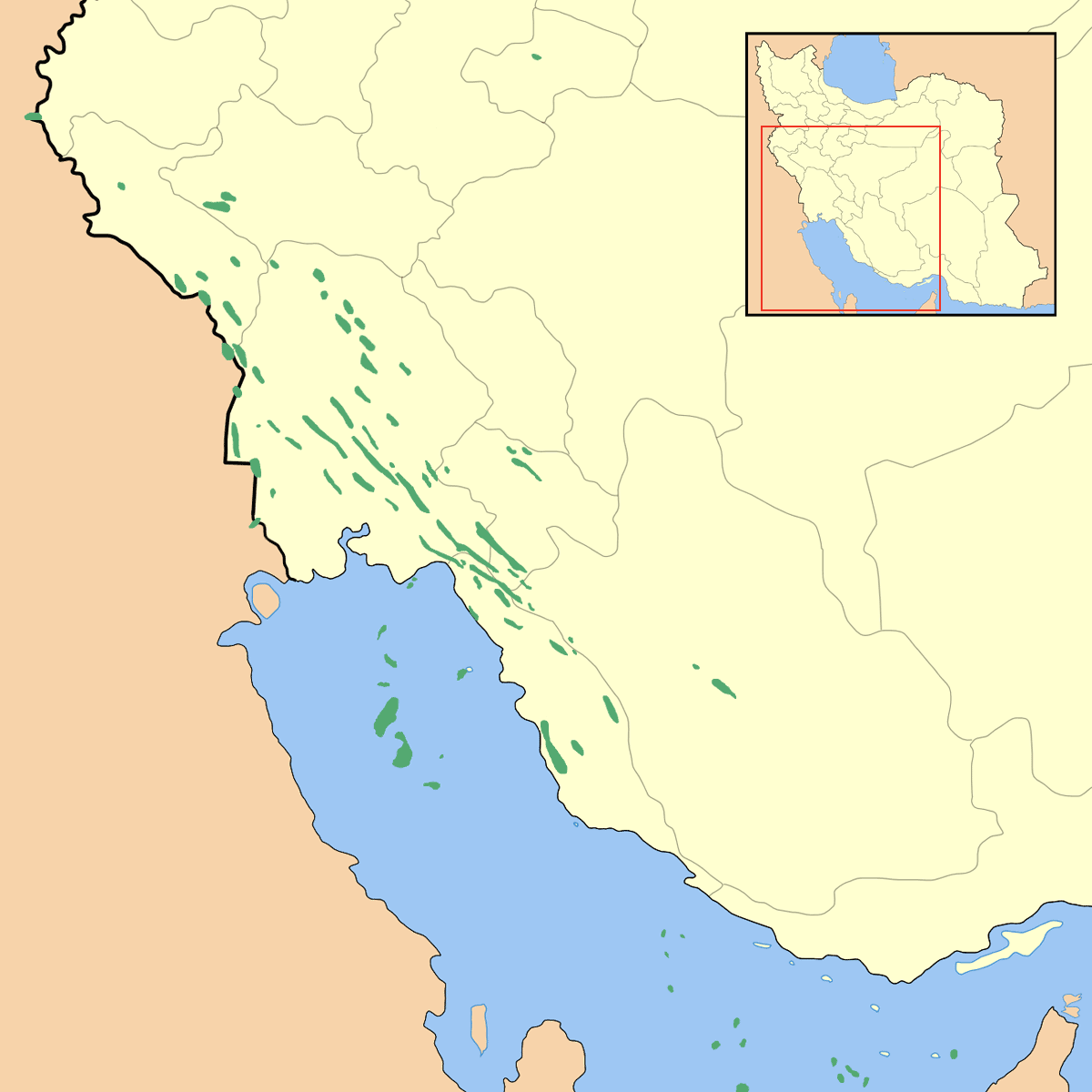
Carte des gisements pétroliers en Iran.

L'Iran détient en effet 10 % des réserves pétrolières mondiales prouvées (ce qui place le pays à la 3e place dans le monde). Les gisements de pétrole sont situés au nord de l'Iran et en offshore dans les eaux du golfe Persique. Le rendement de l'industrie pétrolière a été en moyenne de 4 millions de barils par jour en 2005. Le rendement maximal a été de 6 millions de barils par jour en 1974. Après la  révolution iranienne de 1979, le gouvernement a réduit la production de pétrole quotidienne dans l'optique d'une politique de conservation des réserves de pétrole. D'autres baisses de la production de pétrole se sont produites lors des dommages aux installations pétrolières survenues pendant la guerre avec l'Irak. Au début des années 2000, l'infrastructure industrielle était de plus en plus inefficace en raison des retards technologiques. Peu de forages d'exploration ont été effectués en 2005. 
L'Iran possède également les secondes réserves de gaz naturel mondiales (15 % du total mondial) ; celles-ci sont exploitées principalement pour l'usage domestique. En 2005, une grande partie des réserves naturelles de gaz de l'Iran étaient demeurées inexploitées. 
À partir de 2004, l'addition de nouvelles stations hydroélectriques et l'amélioration des centrales thermiques au charbon et au pétrole ont porté la capacité énergétique à 33 000 mégawatts. 
L'énergie utilisée en Iran est de sources multiples : environ 75 % proviennent du gaz naturel, 18 % du pétrole, et 7 % de l'énergie hydroélectrique. En 2004, l'Iran a ouvert son premier parc éolien et des centrales géothermiques, et la première centrale solaire était prévue en 2009. La démographie et l'industrialisation intensive font augmenter la demande en énergie électrique de 8 % par an. Le but du gouvernement est d'atteindre une capacité installée de 53 000 mégawatts d'ici 2010 en mettant en service de nouvelles centrales thermiques au gaz, financées par des producteurs indépendants d'énergie (y compris ceux s'appuyant sur des investissements étrangers) et en y ajoutant la capacité de production énergétique hydroélectrique et nucléaire. L'Iran projetterait de produire 6 000 MW d'électricité par la technologie nucléaire en 2010 pour satisfaire sa demande croissante d'énergie. La première centrale nucléaire produisant de l'électricité est un réacteur à eau pressurisée de type VVER-1000 de 915 MW, dont la construction (avec l'aide des Russes) cachait peut être d'autres desseins, militaires, qui font à présent débat sur la scène internationale.

### Secteur des mines
L'industrie minière de l'Iran est très peu développée. La production de ce secteur contribue seulement à 0,6 % du PIB du pays. Si l'on ajoute d'autres industries d'extractions connexes, ce pourcentage atteint 4 %. Beaucoup de facteurs ont contribué à ceci, à savoir le manque d'infrastructures appropriées, des barrières légales, des difficultés d'exploration, et le contrôle par le gouvernement de toutes les ressources.
Bien que l'industrie du pétrole fournisse la majorité des revenus économiques, environ 75 % de tous les employés affectés à l'extraction dans le secteur minier travaillent dans les mines produisant des minerais autres que le pétrole et le gaz naturel. Ses mines produisent du charbon, du minerai de fer, du cuivre, du plomb, du zinc, du chrome, de la barite, du sel, du gypse, du molybdène, du strontium, de la silice, de l'uranium, et de l'or (plus comme produit secondaire issue des opérations du complexe d'extraction du cuivre de Sar Cheshmeh). Les mines de Sar Cheshmeh, dans la province de Kerman contiennent le second filon le plus grand du monde de minerai de cuivre (5 % du total mondial). 128 500 tonnes environ ont été extraites en 2000-2001.Les grands gisements de minerai de fer se situent en Iran central, près de Bafq, Yazd, et Kerman.
Le gouvernement possède 90 % de toutes les mines et grandes industries reliées en Iran et cherche des investissements étrangers pour le développement du secteur de l'extraction. Dans les seuls secteurs de l'acier et du cuivre, le gouvernement cherche à augmenter autour d'1,1  milliard de dollars, le financement étranger.

### Autres secteurs
Le secteur des services a connu la plus grande croissance à long terme d'après sa part du PIB, mais le secteur demeure assez volatil. L'Iran a aussi initié diverses industries biotechnologique, aérospatiale, des nanotechnologies, de l'énergie et le secteur pharmaceutique mais qui sont à leurs débuts. L'Iran a prétendument ouvert le marché des télécoms et les marchés financiers à la concurrence mondiale. Mais chacun s'accorde à constater que cette libéralisation apparente ne peut prospérer dans un système ploutocratique ou théocratique dont les conventions et accords sont soumis aux multiples variations des dirigeants en place.

#### Tourisme
Le tourisme est en augmentation rapide depuis le début des années 2000, notamment grâce aux programmes d'investissement concernant les infrastructures et à l'obtention simplifiée de visas touristiques dans les aéroports internationaux depuis 2009. Les touristes sont majoritairement originaires des pays d'Asie limitrophes, mais les autorités se tournent vers l'accueil des touristes en provenance d'Inde et de Chine. Chez les Européens, ce sont les Allemands qui connaissent la croissance la plus forte.

## Sanctions économiques
Les États-Unis imposent à partir de 2018 à l'Iran des sanctions économiques particulièrement lourdes. Le projet américain est d’étouffer l’économie iranienne en stoppant ses échanges avec le reste du monde. Depuis lors, si une entreprise travaille avec l’Iran, elle n’a plus le droit de commercer avec les États-Unis. L’inflation, qui était tombée en dessous de 10 %, est remontée au-dessus de 40 %. L’économie est en récession et le chômage connait une nouvelle hausse (il est estimé à au moins à 20 % en 2019).
Pendant un an, malgré le rétablissement des sanctions, l’Iran a proclamé son respect de l’accord et a demandé aux Européens de respecter leur engagement lié à celui-ci. L'Iran attendait des Européens qu'ils « résistent » à la pression américaine en maintenant leurs activités commerciales. Ceux-ci ont cependant cédé aux pressions et l’Iran a à son tour adopté des mesures contraires à l’accord – qui demeurent réversibles dans le cas où les Européens tiendraient leurs promesses et permettraient de compenser les sanctions américaines

## Services

### Télécommunication
Le gouvernement gère les moyens d'émission, qui incluent trois stations de radio nationale et deux réseaux nationaux de télévision, aussi bien que des douzaines de stations locales de radio et de télévision. En 2000, il y avait 252 radios et 158 téléviseurs en service par 1 000 résident. Il y avait 219 lignes téléphoniques et 110 PC par 1 000 résident. Les ordinateurs à usage personnel sont devenus plus accessibles au milieu des années 1990, et depuis lors la demande d'accès à l'Internet n'a cessé d'augmenter (l'Iran serait le neuvième pays du monde en nombres de blogueurs parmi sa population. En 1998 le ministère des postes et des télécommunications a commencé à vendre des comptes Internet au grand public. En 2006, les revenus de l'industrie des télécoms en Iran ont été estimés à 1,2 milliard de dollars[réf. nécessaire]. On sait cependant que le gouvernement gère si bien les moyens d'émission qu'internet est l'une des principales préoccupations de la police iranienne. 

## Situation actuelle
Le taux de chômage officiel était estimé à 11 % en 2004. Bien que le droit à la propriété individuelle soit garantie (?) en Iran, les banques et certaines industries - dont le secteur pétrolier, les transports et le secteur minier - ont été nationalisés après la révolution. Cependant, l'Iran a récemment connu une vague de privatisations (Les prix du pétrole et les problèmes de dettes ne sont plus d'actualité). Les secteurs dépendant de l'importation sont cependant encore touchés par la faible productivité, le manque d'investissement étranger et les ruptures de stock de matières premières et de pièces détachées.
L'agriculture a aussi souffert du manque de capital, de matières premières et d'équipement après la guerre avec l'Irak. De plus, un des sujets de dissension avec le régime a été la démarche à adopter face à la réforme agraire.L'absence de démocratie, l'irrespect du droit des femmes, le respect des minorités, le soutien actif aux terrorisme étranger sont aussi quelques causes de l'incompréhension mondiale quant à l’isolationnisme iranien. 

### Problème de la pauvreté en Iran
D'après les données officielles, l'Iran a un taux de pauvreté qui avoisine les 18 % de la population, par conséquent 16,5 millions de personnes vivent sous le seuil de pauvreté. Or, selon le CIA World Factbook, 40 % de la population vivait en 2002, sous le seuil de pauvreté. Pourtant, en dépit du fait que l'IDH du pays se situe dans la catégorie moyenne (0,717 en 2004), la société iranienne serait en phase de transition. Dès lors, bien qu'étant traditionnellement rurale, l'Iran poursuit sa mutation dans le but d'accéder à une société semi-industrialisée. Quelle qu'en soi la cause, la pauvreté augmente en République Islamique d'Iran.   
De ce fait, le gouvernement iranien doit affronter de nombreux fléaux, tels qu'un taux de chômage élevé, qui est estimé à 25 %, de même qu'une répartition déséquilibrée des revenus, étant donné que la part du revenu des 20 % les plus riches équivaut à 50 %, tandis que celle des 20 % les plus pauvres représentait seulement 15 %, en 2004.

## Commerce extérieur et relations économiques

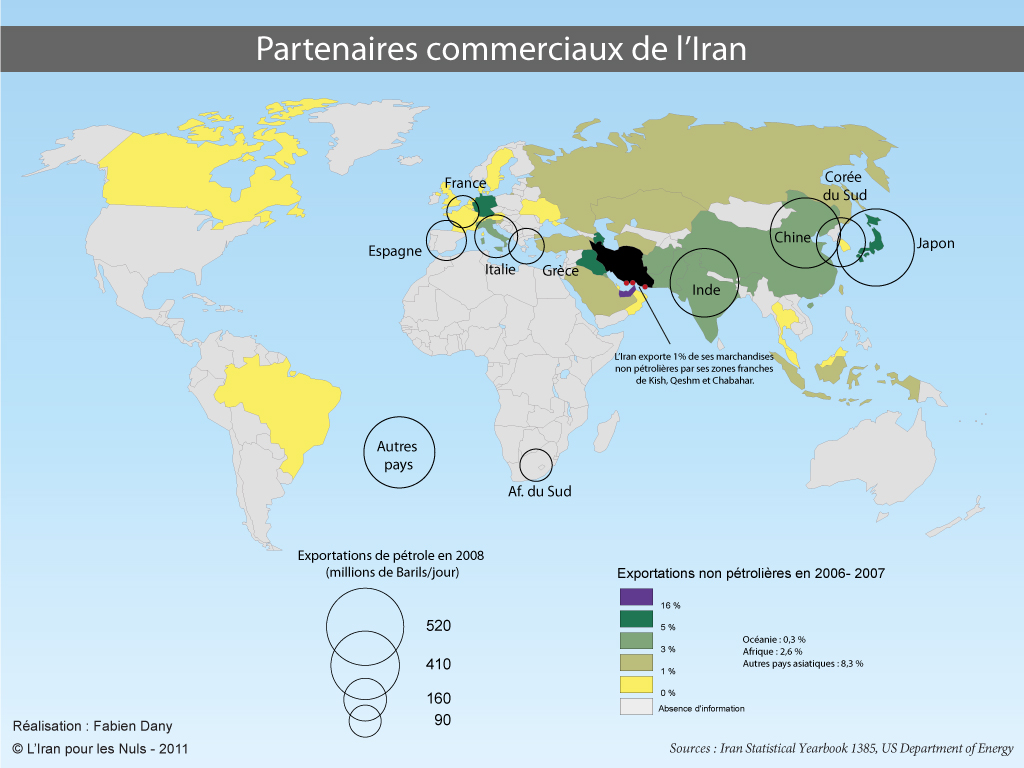
Carte des partenaires commerciaux de l'Iran

De 1950 à 1978, les États-Unis étaient le partenaire économique et militaire le plus important, et à cet égard ont grandement participé à la modernisation des infrastructures et de l'industrie. Après 1979, les États-Unis ont rompu les relations diplomatiques et économiques, ont banni les importations de pétrole iranien et ont gelé 12 milliards de dollars d'actifs. En 1996, le gouvernement américain a voté le Iran and Libya Sanctions Act qui interdit aux compagnies américaines d'investir et de faire des échanges avec l'Iran, à l'exception, depuis 2000 de produits comme le caviar et les tapis persans. 
Depuis le milieu des années 1990, l'Iran a augmenté sa coopération économique avec d'autres pays en développement, dont la Syrie, l'Inde, la Chine, l'Afrique du Sud, Cuba et le Venezuela. L'Iran fortifie aussi ses liens avec la Turquie et le Pakistan et partage avec ses partenaires l'objectif commun de créer un marché économique unique dans l'Asie de l'ouest et centrale, comme l'Union européenne. Les firmes européennes et en particulier françaises profitent de l'absence de leurs concurrents américains pour investir divers secteurs de l'économie. On estime que les FMN françaises auraient investi 20 à 25 milliards d'euros dans ce pays entre 1990 et 2006.
Les sanctions économiques imposées depuis la fin années 2000 ont beaucoup réduit les relations entre l'Iran et l'étranger.
L'Union européenne, principal partenaire commercial de l'Iran, avec 40 % de part de marché en 2007 est remplacée par la Chine à partir des années 2010. En 2015, l'Union européenne n'est plus que le quatrième partenaire économique du pays. Après la Chine, les autres principaux partenaires commerciaux de l'Iran en 2013 sont la Corée du Sud (7,01 %), l'Inde (6,46 %), la Turquie (5,56 %), l'Allemagne (3,09 %) et l'Italie (1,71 %), la Russie, le Japon. En 2013, la France est le 7e fournisseur de l'Iran, les échanges commerciaux étant passés de 3,7 milliards d’euros en 2004 à 555 millions d’euros en 2013.
Les importations de pétrole iranien par l'Inde chutent de 40 % entre 2018 et 2019. L'Inde retire également ses investissements du port de Tchabahar, compromettant l'avenir commercial de celui-ci. Ces sanctions ouvrent de marchés à l'Arabie saoudite, dont les relations commerciales avec l'Inde ont doublé, passant de 14 à 28 milliards de dollars.
En 2023, l'Iran obtient le statut de membre à part entière de l'Organisation de coopération de Shanghai, qui réunit les principales puissances asiatique et créée à l'initiative de la Chine en 2001. L'Iran disposait du statut d'observatrice de l’instance depuis 2005, et le processus d'adhésion avait démarré en 2021, notamment à la suite de coopération stratégique avec la Chine, pour une durée de 25 ans et portant notamment sur des investissements chinois dans les secteurs énergétique et automobile.

## L'Organisation mondiale du commerce et questions liées à la propriété intellectuelle
L'Iran a un statut d'observateur à l'Organisation mondiale du commerce (OMC) depuis 2005. Les États-Unis n'ont cessé de bloquer l'Iran dans ses efforts visant à joindre l'OMC depuis que Téhéran a demandé un statut de membre il y a plusieurs années. Le veto arrive sans surprise -Washington soutient que l'Iran est un état terroriste et maintient les sanctions commerciales contre lui. Et malgré le soutien de pays comme la Chine à sa candidature, sans l'approbation de Washington, Téhéran ne réussira pas à intégrer l'organisation.
Cependant si Téhéran obtient quand même un statut à l'OMC, parmi d'autres prérequis figureront l'obligation de faire appliquer les lois sur la propriété intellectuelle dans le pays. Cela nécessiterait un changement majeur du commerce en Iran ce que certains experts estiment être un prix trop lourd payer pour l'Iran. La situation actuelle est que tous les ministères, les banques, les centres académiques et les entreprises en Iran utilisent des logiciels piratés. Les éditeurs iraniens reproduisent des livres, des films et de la musique occidentale sans aucun respect pour les lois de la propriété intellectuelle et les chaînes nationales iraniennes diffusent régulièrement des films produits à Hollywood sans aucun permission donnée par les détenteurs des droits.
Cela représenté un sérieux défi que l'Iran devra affronter d'une manière ou d'une autre. Avec les niveaux courants de violation des lois sur le droit de copie, aucune grande compagnie n'est prête à développer ses activités en Iran. Le refus de l'Iran de faire respecter les lois sur la propriété intellectuelle et les droits de copie seraient en fait la cause majeure de refus des entreprises mondialisées d'investir en Iran.

### Statistiques
Investissement (brut):
31,3 % du PIB (est. 2004)
Revenu des ménages ou consommation en pourcentage:
- 10 % inférieurs: ND
- 10 % supérieurs: ND

Agriculture - produits:
blé, riz, autres céréales, betteraves, fruits, noix, coton, produits laitiers, laine, caviar
Taux de croissance de la production industrielle:
3,5 % en excluant le pétrole (est. 2004)
Électricité :
- production : 129 TWh (2002)
- consommation : 119,9 TWh (2002)
- exportations : 0 kWh (2002)
- importations : 0 kWh (2002)

Électricité - production par source :
- combustibles fossiles : 97,1 %
- hydroélectrique : 2,9 %
- autre : 0 % (2001)
- nucléaire : 0 %

Pétrole :
- production : 3,962 millions de barils par jour (est. 2004)
- consommation : 1,4 million de barils par jour(est. 2002)
- exportations : 2,5 millions de barils par jour (est. 2004)
- importations : NA
- réserves prouvées : 130,8 milliards de barils (est. 2004)

Gaz Naturel :
- production : 79 milliards de m3 (est. 2003)
- consommation : 72,4 milliards de m3 (est. 2003)
- exportations : 3,4 milliards de m3 (est. 2003)
- importations : 4,92 milliards de m3 (est. 2003)
- réserves prouvées : 26,7 mille milliards de m3 (2004)

Balance des paiements :
2,1 milliards de $US(2004 est.)
Exportations :
pétrole 80 %, produits chimiques et pétrochimiques, fruits et noix, tapis, caviar
Importations:
Matières premières industrielles et produits intermédiaires, capitaux, produits alimentaires et autres biens de consommation, services techniques, matériel militaire
Réserves de devises étrangères et d'or:
40,06 milliards $US(est. 2005) 
Taux de change:
rials pour un dollar US - 8 885 (2004), 8 193,89 (2003), 6 906,96 (2002), 1 753,56 (2001), 1 764,43 (2000)
note: L'Iran maintient un régime de taux de change flottant depuis la simplification des taux de change multiples en 2002.

#### Secteur bancaire
- Banque centrale de la République Islamique d'Iran
- Banque Melli Iran
- Banque Saderat Iran
- Banque Sepah
- Banque Tejarat
- Banque Commercial Iran-Europe
- Banque Keshavarzi
- Banque Mellat
- Banque Refah Kargaran
- Banque de promotion des exportations de l'Iran
- Banque Sanat va Madan
- Banque Maskan
- Banque privée hoviat-talab
- Banque Saman
- Banque Parsian
- Banque Shahr